# Îlet du Gosier
Îlet du Gosier (in italiano: Isola del gozzo), è un'isola francese disabitata, collocata amministrativamente nell'omonimo comune di Le Gosier in Guadalupa, nelle Antille Francesi.

## Descrizione
L'isola è nota ai navigatori marittimi per il suo faro, importante segnale per chi si avvicina alla costa e usato anche come riferimento per l'atterraggio notturno ed allineamento verso i vicini fanali d'ingresso alla rada e porto di Pointe-à-Pitre. L'isola è nota anche per la bellezza delle sue acque e per la barriera corallina che tende ad avvolgerla, divenendo una delle principali attrattive turistiche del comune.